# 康巴人
康巴人，是生活在四川西部及西藏東部的一個族群。

## 特徵
康巴人在內部有著眾多不同文化和不同自稱或他稱的族群，如「木雅」、「布巴」、「魚通」、「卻域」、「扎巴」、「普米」、「納木日」、「魯汝」等等，康巴人與衛藏地區的藏人在體質結構上具有明顯差異，相比康巴人，衛藏人的特點是短頭型、面孔寬、身材較矮，性格溫和。
关于康巴的特点，藏文典籍《安多政教史》中作了一个很精辟的概括：“卫藏法区，安多马区，康人区。”此意在藏族民间谚语中有更为生动、直白的表述：“最好的宗教来自卫藏，最优秀的人来自康，最好的马来自安多。”这句话简明地道出了康巴人文的特点与精髓。
康区所以被称作“人区”，从體質意义上来说，康巴人体格普遍高大健壮。20世纪初，戴烈斯勒（F.Delisle）、杜纳尔（W.Turner）、莫仁德（Morant）三位人类学者曾先后对60多个藏族人头颅进行过测量和研究，根据测量结果，他们把藏人划分为两种不同的体质类型，分別是藏A型和藏B型。藏A型又称“僧侣型”，其特点是短头型、面孔宽、身材较矮小；藏B型又称“武士型”或“康区型”，其特点是长头型，面孔相对窄，身材较为高大。并指出康区即今天的横断山脉地区是藏B型的故乡，藏A型则以卫藏地区为代表。此研究结果与藏族的实际情况相符。
就康巴族的形成来看，其成份相当多元与复杂。总体上说，康巴族基本上是以汉代以来当地原有的氐、羌等众多民族成分为主体，自唐以来在不断受到吐蕃和藏文化的融合与同化的基础上形成的。

## 文化
康巴文化的多样性，在流传于当地的一些谚语中有很好的反映，如：“一条沟，一种话”、“每条沟有自己的习俗，每条沟有自己的土话”、“五里不同音，十里不同俗”、“一山一文，一沟一寺，一坝一节”。这些谚语是对康巴地域文化多样性的生动概括。
康巴男人多帶有腰刀、護身盒等物品，並將用黑色或紅色絲線與頭髮相辮的“英雄穗”盤結於頭頂，顯得剛武勇猛。康巴女人的服飾以雍容華貴而著稱，其內衣多用絲綢料，外衣講究用水獺皮縫制，並拼合傳統圖案予以修飾。還有頭飾、胸飾、背飾、腰飾和其他飾物，這些飾物往往是代代相傳的寶物，如用九眼石、瑪瑙、翡翠、紅珊瑚制做的項鏈、頭飾，用綠松石、蜜臘石和純銀制做的各類飾物等，這些服飾價值少則幾十萬，多則上百萬，成為其家庭財富的標志。